# Ecuación de onda electromagnética
Los campos electromagnéticos se propagan por el espacio en forma de ondas, que pueden viajar a través de un medio así como en el vacío. Las ecuaciones de onda electromagnéticas son necesarias para describir la propagación de las ondas electromagnéticas, tanto en presencia de materia como en el vacío. Las ecuaciones de las ondas electromagnéticas, para un espacio con fuentes, así como sus soluciones se han propuesto recientemente.

## Ecuaciones de onda en el vacío
En el vacío, en regiones donde no hay cargas ni corrientes las ecuaciones de Maxwell tienen la forma:
Como se puede apreciar tenemos ecuaciones de onda tanto para el campo eléctrico {\displaystyle {\vec {E}}} como para el campo magnético {\displaystyle {\vec {B}}} , que son obtenidas a partir de  teniendo que:
{\displaystyle {\begin{matrix}{\text{(i)}}~~\nabla \cdot \mathbf {E} =0&{\text{(iii)}}~~\nabla \times \mathbf {E} =-{\frac {\partial \mathbf {B} }{\partial t}}\\{\text{(ii)}}~~\nabla \cdot \mathbf {B} =0&{\text{(iv)}}~~\nabla \times \mathbf {B} =\mu _{0}\epsilon _{0}{\frac {\partial \mathbf {E} }{\partial t}}\end{matrix}}}
Que constituyen un conjunto de ecuaciones diferenciales en derivadas parciales acopladas de primer orden, tanto para el campo eléctrico {\displaystyle \mathbf {E} } como para el campo magnético {\displaystyle \mathbf {B} }; {\displaystyle \epsilon _{0}} es la permitividad dieléctrica del vacío y {\displaystyle \mu _{0}} la permeabilidad magnética en el vacío.
Para obtener las ecuaciones de onda es necesario aplicar el operador rotacional a {\displaystyle {\text{(iii)}}} y {\displaystyle {\text{(iv)}}}, teniendo en cuenta la siguiente propiedad:
{\displaystyle \nabla \times \left(\nabla \times \mathbf {A} \right)=\nabla (\nabla \cdot \mathbf {A} )-\nabla ^{2}\mathbf {A} }

### Ecuación de onda para E
{\displaystyle \underbrace {\nabla \times (\nabla \times \mathbf {E} )} _{[1]}=\underbrace {\nabla \times \left(-{\frac {\partial \mathbf {B} }{\partial t}}\right)} _{[2]}}
{\displaystyle [1]~~\nabla \times (\nabla \times \mathbf {E} )=\nabla \left(\nabla \cdot \mathbf {E} \right)-\nabla ^{2}\mathbf {E} ~{\overset {\text{(i)}}{=}}~-\nabla ^{2}\mathbf {E} }
{\displaystyle [2]~~\nabla \times \left(-{\frac {\partial \mathbf {B} }{\partial t}}\right)=-{\frac {\partial }{\partial t}}\left(\nabla \times \mathbf {B} \right)~{\overset {\text{(iv)}}{=}}~-\mu _{0}\epsilon _{0}{\frac {\partial ^{2}\mathbf {E} }{\partial t^{2}}}}
Igualando {\displaystyle [1]} a {\displaystyle [2]} obtenemos la ecuación de onda para el campo eléctrico {\displaystyle \mathbf {E} } en vacío.
{\displaystyle \nabla ^{2}\mathbf {E} -\mu _{0}\epsilon _{0}{\frac {\partial ^{2}\mathbf {E} }{\partial t^{2}}}=0}

### Ecuación de onda para B
{\displaystyle \underbrace {\nabla \times (\nabla \times \mathbf {B} )} _{[1]}=\underbrace {\nabla \times \left(\mu _{0}\epsilon _{0}{\frac {\partial \mathbf {E} }{\partial t}}\right)} _{[2]}}
{\displaystyle [1]~~\nabla \times (\nabla \times \mathbf {B} )=\nabla \left(\nabla \cdot \mathbf {B} \right)-\nabla ^{2}\mathbf {B} ~{\overset {\text{(ii)}}{=}}~-\nabla ^{2}\mathbf {B} }
{\displaystyle [2]~~\nabla \times \left(\mu _{0}\epsilon _{0}{\frac {\partial \mathbf {E} }{\partial t}}\right)=\mu _{0}\epsilon _{0}{\frac {\partial }{\partial t}}\left(\nabla \times \mathbf {E} \right)~{\overset {\text{(iii)}}{=}}~-\mu _{0}\epsilon _{0}{\frac {\partial ^{2}\mathbf {B} }{\partial t^{2}}}}
Igualando {\displaystyle [1]} a {\displaystyle [2]} obtenemos la ecuación de onda para el campo magnético {\displaystyle \mathbf {B} } en vacío.
{\displaystyle \nabla ^{2}\mathbf {B} -\mu _{0}\epsilon _{0}{\frac {\partial ^{2}\mathbf {B} }{\partial t^{2}}}=0}

### Velocidad de la luz en el vacío
Comparando las ecuaciones de onda que hemos obtenido para el campo eléctrico {\displaystyle \mathbf {E} } y el campo magnético {\displaystyle \mathbf {B} } con la ecuación genérica de ondas tridimensional:
{\displaystyle \nabla ^{2}\psi -{\frac {1}{v^{2}}}{\frac {\partial ^{2}\psi }{\partial t^{2}}}=0}
Donde {\displaystyle v} es la velocidad de propagación de la onda, es fácil deducir que la velocidad de propagación de la onda electromagnética es 
{\displaystyle v={\frac {1}{\sqrt {\epsilon _{0}\mu _{0}}}}\equiv c\simeq 3\cdot 10^{8}{\text{m/s}}}
Es decir, en el vacío los campos eléctrico y magnético se propagan a la velocidad de la luz, a partir de este resultado se pudo deducir que la luz es en realidad una onda electromagnética, dando inicio a la teoría electromagnética de la luz.

### Solución de las ecuaciones de ondas electromagnéticas monocromáticas
Los campos electromagnéticos son reales, pero por comodidad definimos unos campos eléctrico, {\displaystyle {\tilde {\mathbf {E} }}}, y magnético, {\displaystyle {\tilde {\mathbf {B} }}}, auxiliares complejos de manera que:
{\displaystyle {\begin{matrix}\mathbf {E} =\Re {\{\mathbf {\tilde {E}} \}}~~~~&~~~~\mathbf {B} =\Re {\{\mathbf {\tilde {B}} \}}\end{matrix}}}
Las ondas planas monocromáticas son unas de las más simples y fundamentales soluciones de la ecuación de ondas y la importancia de estas ondas reside en que toda onda puede ser expresada como combinación lineal por superposición de Fourier de estas. Se denominan monocromáticas ya que son funciones oscilantes de una sola frecuencia angular {\displaystyle e^{-i\omega t}}, y en el rango de radiación electromagnética visible, a cada frecuencia le corresponde un color.
Para simplificar los cálculos solo mostraremos la resolución para el campo eléctrico {\displaystyle {\tilde {\mathbf {E} }}}, ya que para el campo magnético {\displaystyle {\tilde {\mathbf {B} }}} se realiza de igual forma.
Como buscamos soluciones de onda plana monocromáticas:
{\displaystyle {\tilde {\mathbf {E} }}(x,y,z,t)=\mathbf {{\tilde {E}}_{0}} (x,y,z)e^{-i\omega t}\rightarrow {\begin{pmatrix}{\tilde {E}}_{x}(x,y,z,t)\\{\tilde {E}}_{y}(x,y,z,t)\\{\tilde {E}}_{z}(x,y,z,t)\end{pmatrix}}={\begin{pmatrix}{\tilde {E}}_{0x}(x,y,z)\\{\tilde {E}}_{0y}(x,y,z)\\{\tilde {E}}_{0z}(x,y,z)\end{pmatrix}}e^{-i\omega t}~~~~~~~~~~(1)}
Sustituyendo en la ecuación de ondas del campo eléctrico para la componente {\displaystyle m} del campo:
{\displaystyle \nabla ^{2}{\tilde {E}}_{m}-\mu _{0}\epsilon _{0}{\frac {\partial ^{2}{\tilde {E}}_{m}}{\partial t^{2}}}=0~\rightarrow ~{\frac {\partial ^{2}{\tilde {E}}_{m}}{\partial x^{2}}}+{\frac {\partial ^{2}{\tilde {E}}_{m}}{\partial y^{2}}}+{\frac {\partial ^{2}{\tilde {E}}_{m}}{\partial z^{2}}}-\mu _{0}\epsilon _{0}{\frac {\partial {\tilde {E}}_{m}}{\partial t^{2}}}=0}
{\displaystyle {\frac {\partial ^{2}{\tilde {E}}_{0m}}{\partial x^{2}}}+{\frac {\partial ^{2}{\tilde {E}}_{0m}}{\partial y^{2}}}+{\frac {\partial ^{2}{\tilde {E}}_{0m}}{\partial z^{2}}}+\mu _{0}\epsilon _{0}\omega ^{2}{\tilde {E}}_{0m}=0~~~~~~~~~~(2)}
Como {\displaystyle {\tilde {E}}_{0m}={\tilde {E}}_{0m}(x,y,z)} es función de las 3 coordenadas espaciales, tratamos de resolver la ecuación diferencial por el método de separación de variables, suponiendo que {\displaystyle {\tilde {E}}_{0m}(x,y,z)=X(x)\cdot Y(y)\cdot Z(z)}, entonces sustituyendo en la ecuación diferencial {\displaystyle (2)}:
{\displaystyle YZ{\frac {\partial ^{2}X}{\partial x^{2}}}+XZ{\frac {\partial ^{2}Y}{\partial y^{2}}}+XY{\frac {\partial ^{2}Z}{\partial z^{2}}}+\mu _{0}\epsilon _{0}\omega ^{2}XYZ=0\rightarrow {\frac {1}{X}}{\frac {\partial ^{2}X}{\partial x^{2}}}+{\frac {1}{Y}}{\frac {\partial ^{2}Y}{\partial y^{2}}}+{\frac {1}{Z}}{\frac {\partial ^{2}Z}{\partial z^{2}}}=-\mu _{0}\epsilon _{0}\omega ^{2}~~~~~~~~~~(3)}
Y como los términos de la suma depende de variables distintas y están igualados a una constante, solo puede ser posible si cada uno de los términos de la izquierda están igualados a una constante:
{\displaystyle {\frac {1}{X}}{\frac {\partial ^{2}X}{\partial x^{2}}}=-k_{x}^{2}~~~~;~~~~{\frac {1}{Y}}{\frac {\partial ^{2}Y}{\partial y^{2}}}=-k_{y}^{2}~~~~;~~~~{\frac {1}{Z}}{\frac {\partial ^{2}Z}{\partial z^{2}}}=-k_{z}^{2}}
Cuyas soluciones son triviales:
{\displaystyle X(x)=X_{0}e^{i(k_{x}x+\delta _{x})}~~~~;~~~~Y(y)=Y_{0}e^{i(k_{y}y+\delta _{y})}~~~~;~~~~Z(z)=Z_{0}e^{i(k_{z}z+\delta _{z})}~~~~~~~~~~(4)}
Así sustituyendo estos resultados en {\displaystyle (1)} y definiendo el vector de onda {\displaystyle \mathbf {k} ={\begin{pmatrix}k_{x}\\k_{y}\\k_{z}\end{pmatrix}}}, obtenemos la  relación de dispersión {\displaystyle \omega =\omega (|\mathbf {k} |)}:
{\displaystyle -k_{x}^{2}-k_{y}^{2}-k_{z}^{2}=-\mu _{0}\epsilon _{0}\omega ^{2}\rightarrow \omega ={\frac {\sqrt {k_{x}^{2}+k_{y}^{2}+k_{z}^{2}}}{\sqrt {\mu _{0}\epsilon _{0}}}}\rightarrow }
{\displaystyle \omega ={\frac {|\mathbf {k} |}{\sqrt {\mu _{0}\epsilon _{0}}}}\equiv c|\mathbf {k} |~~~~~~~~~~(5)}
Es interesante nombrar que este vector de onda marca la dirección en la que se propaga la onda electromagnética , {\displaystyle {\hat {k}}={\frac {\mathbf {k} }{|\mathbf {k} |}}}.
Para obtener la solución de {\displaystyle {\tilde {E}}_{0m}={\tilde {E}}_{0m}(x,y,z)} multiplicamos las funciones de {\displaystyle (4)}, donde {\displaystyle \mathbf {r} } es el vector posición:
{\displaystyle {\tilde {E}}_{0m}=\underbrace {X_{0}Y_{0}Z_{0}} _{={\tilde {A}}_{m}}\,e^{i(k_{x}x+k_{y}y+k_{z}z)}\underbrace {e^{i(\delta _{x}+\delta _{y}+\delta _{z})}} _{=e^{i\delta }}\rightarrow ~~{\tilde {E}}_{0m}={\tilde {A}}_{m}e^{i(\mathbf {k} \cdot \mathbf {r} +\delta )}}
Este resultado corresponde a una componente arbitraria {\displaystyle m} del campo eléctrico, y vemos que solo la amplitud relativa de la componente depende de esta, así que retomando la expresión {\displaystyle (1)}:
{\displaystyle {\tilde {\mathbf {E} }}(x,y,z,t)={\hat {s}}_{E}{\tilde {E_{0}}}e^{i(\mathbf {k} \cdot \mathbf {r} -wt+\delta _{E})}\equiv {\tilde {\mathbf {E} }}_{0}e^{i(\mathbf {k} \cdot \mathbf {r} -wt+\delta _{E})}~~~~~~~~~~(6)}
{\displaystyle \mathbf {E} =\Re {\{{\tilde {\mathbf {E} }}\}}=\mathbf {E} _{0}\cos {(\mathbf {k} \cdot \mathbf {r} -wt+{\tilde {\delta }}_{E})}}
Análogamente para el campo magnético:
{\displaystyle {\tilde {\mathbf {B} }}(x,y,z,t)={\hat {s}}_{B}{\tilde {B_{0}}}e^{i(\mathbf {k} \cdot \mathbf {r} -wt+\delta _{B})}\equiv {\tilde {\mathbf {B} }}_{0}e^{i(\mathbf {k} \cdot \mathbf {r} -wt+\delta _{B})}~~~~~~~~~~(7)}
{\displaystyle \mathbf {B} =\Re {\{{\tilde {\mathbf {B} }}\}}=\mathbf {B} _{0}\cos {(\mathbf {k} \cdot \mathbf {r} -wt+{\tilde {\delta }}_{B})}}
{\displaystyle (6)} y {\displaystyle (7)} se corresponden con las formas generales de los campos complejos, y donde hemos hecho {\displaystyle {\begin{pmatrix}{\tilde {A}}_{x}\\{\tilde {A}}_{y}\\{\tilde {A}}_{z}\end{pmatrix}}={\hat {s}}_{E}{\tilde {E}}_{0}\equiv \mathbf {\tilde {E}} _{0}}. Siendo {\displaystyle {\hat {s}}_{E}} y {\displaystyle {\hat {s}}_{B}} los vectores de polarización electromagnética del campo eléctrico y campo magnético respectivamente. De ahora en adelante tomaremos los desfases como nulos {\displaystyle \delta _{E}=\delta _{B}=0}, a no ser que sean necesarios, y sin perdida de generalidad.

### Propiedades de las ondas electromagnéticas en el vacío

#### Perpendicularidad de los campos a la dirección de propagación
A partir de la ecuación de Maxwell {\displaystyle {\text{(i)}}}, se deduce que el campo eléctrico, {\displaystyle {\tilde {\mathbf {E} }}}, es perpendicular a la dirección de propagación de la onda electromagnética {\displaystyle {\hat {k}}}.
{\displaystyle \nabla \cdot \mathbf {\tilde {E}} =0~\rightarrow ~{\tilde {E}}_{0x}e^{-i\omega t}{\frac {\partial }{\partial x}}\left(e^{i(k_{x}x+k_{y}y+k_{z}z)}\right)+{\tilde {E}}_{0y}e^{-i\omega t}{\frac {\partial }{\partial y}}\left(e^{i(k_{x}x+k_{y}y+k_{z}z)}\right)+{\tilde {E}}_{0z}e^{-i\omega t}{\frac {\partial }{\partial z}}\left(e^{i(k_{x}x+k_{y}y+k_{z}z)}\right)=0~\rightarrow }
{\displaystyle {\tilde {E}}_{0x}k_{x}+{\tilde {E}}_{0y}k_{y}+{\tilde {E}}_{0y}k_{y}=0~\rightarrow ~\mathbf {\tilde {E}} _{0}\cdot \mathbf {k} =0~~\rightarrow ~{\hat {s}}_{E}\cdot {\hat {k}}=0}
Por las propiedades del producto escalar y  que esto se puede reproducir para el campo magnético usando {\displaystyle {\text{(ii)}}}, significa que los campos son perpendiculares a la dirección de propagación.
{\displaystyle {\begin{matrix}{\hat {s}}_{E}\cdot {\hat {k}}=0~~\rightarrow ~~{\hat {s}}_{E}\perp {\hat {k}}\\{\hat {s}}_{B}\cdot {\hat {k}}=0~~\rightarrow ~~{\hat {s}}_{B}\perp {\hat {k}}\end{matrix}}}

#### Perpendicularidad entre el campo eléctrico y el campo magnético
Desarrollando la ecuación de Maxwell {\displaystyle {\text{(iii)}}}, empleando el convenio de suma de Einstein para índices repetidos, las propiedades del símbolo de Levi-Civita y la delta de Kronecker:
{\displaystyle \nabla \times \mathbf {\tilde {E}} \equiv \varepsilon _{ijk}{\frac {\partial {\tilde {E}}_{k}}{\partial x_{j}}}{\hat {e}}_{i}=\varepsilon _{ijk}{\frac {\partial }{\partial x_{j}}}\left[{\tilde {E}}_{k0}e^{i(k_{l}x_{m}\delta _{lm}-\omega t)}\right]{\hat {e}}_{i}=\varepsilon _{ijk}{\tilde {E}}_{k}k_{l}\delta _{lm}\delta _{mj}{\hat {e}}_{i}=\varepsilon _{ijk}k_{j}{\tilde {E}}_{k}{\hat {e}}_{i}\equiv \mathbf {k} \times {\tilde {\mathbf {E} }}=|\mathbf {k} |{\hat {k}}\times {\tilde {\mathbf {E} }}}
{\displaystyle -{\frac {\partial {\tilde {\mathbf {B} }}}{\partial t}}=-{\tilde {\mathbf {B} }}_{0}{\frac {\partial }{\partial t}}\left[e^{i(\mathbf {k} \cdot \mathbf {r} -\omega t)}\right]=\omega {\tilde {\mathbf {B} }}}
Igualando las expresiones y usando la relación de dispersión {\displaystyle {\text{(5)}}}:
{\displaystyle \nabla \times \mathbf {\tilde {E}} =-{\frac {\partial {\tilde {\mathbf {B} }}}{\partial t}}~~\rightarrow ~~|\mathbf {k} |({\hat {k}}\times \mathbf {\tilde {E}} )=\omega \mathbf {\tilde {B}} ~~\rightarrow ~~\mathbf {\tilde {B}} ={\frac {|\mathbf {k} |}{\omega }}({\hat {k}}\times \mathbf {\tilde {E}} )}
Obtenemos una relación entre la magnitud del campo eléctrico y magnético de la onda.
{\displaystyle \mathbf {\tilde {B}} ={\frac {|\mathbf {k} |}{\omega }}({\hat {k}}\times \mathbf {\tilde {E}} )\equiv {\frac {1}{c}}({\hat {k}}\times \mathbf {\tilde {E}} )\equiv {\sqrt {\mu _{0}\epsilon _{0}}}({\hat {k}}\times \mathbf {\tilde {E}} )}
Además, debido a que el producto vectorial entre dos vectores resulta en un vector perpendicular a ambos, los campos eléctrico y magnético no solo son perpendiculares a la dirección de propagación, sino que son también perpendiculares entre sí, {\displaystyle {\hat {s}}_{E}\perp {\hat {s}}_{B}}.